# Алмаден де ла Плата
Алмаден де ла Плата (на испански: Almadén de la Plata) е населено място и община в Испания. Намира се в провинция Севиля, в състава на автономната област Андалусия. Общината влиза в състава на района (комарка) Сиера Норте де Севиля. Заема площ от 256 km². Населението му е 1520 души (по преброяване от 2010 г.). Разстоянието до административния център на провинцията е 69 km.

## Демография
| 1998 | 1999 | 2000 | 2001 | 2002 | 2003 | 2004 | 2005 | 2006 | 2007 |
| ---- | ---- | ---- | ---- | ---- | ---- | ---- | ---- | ---- | ---- |
| 1716 | 1728 | 1764 | 1738 | 1713 | 1686 | 1705 | 1696 | 1649 | 1577 |